# 프랑스의 레지옹

프랑스의 레지옹(임시이름)

레지옹(프랑스어: région)은 프랑스의 지방 행정 구역 단위의 하나이다. 1982년에 시행된 《지방 분권법》에 따라 신설되었으며 자율적인 행정권을 갖고 있는 최상위의 지방 행정 구역이다. 한국의 광역자치단체 단위인 도(道)와 비슷하다.
2016년 1월 1일 기준으로 프랑스 본토에는 13개, 해외 지역에는 5개의 레지옹(해외 레지옹)이 있다. 본토 레지옹 개편 이전까지 프랑스 본토에는 22개의 레지옹이 있었다. 레지옹은 다시 주(département, 데파르트망)로 나뉜다.

## 레지옹 목록

### 본토 레지옹
- 그랑테스트
- 노르망디
- 누벨아키텐
- 부르고뉴프랑슈콩테
- 브르타뉴
- 상트르발드루아르
- 오드프랑스
- 오베르뉴론알프
- 옥시타니
- 일드프랑스
- 코르시카
- 페이드라루아르
- 프로방스알프코트다쥐르

### 해외 레지옹
해외 레지옹은 하나의 데파르트망이 하나의 레지옹을 이룬다.
- 971 과들루프 (Guadeloupe)
- 972 마르티니크 (Martinique)
- 973 프랑스령 기아나 (Guyane)
- 974 레위니옹 (La Réunion)
- 975 마요트 (Mayotte)

## 레지옹 개편

2014년 프랑스 의회가 채택한 프랑스 본토의 레지옹 개편안

2014년 프랑스 의회는 프랑스 본토의 레지옹을 22개에서 13개로 줄이는 법률안을 통과시켰다. 새 레지옹은 2016년 1월 1일에 신설되었다.
합병되는 레지옹
|              | 옛 레지옹      | 새 레지옹 (임시 이름)    | 새 레지옹 (최종 이름) |
|              | 부르고뉴       | 부르고뉴프랑슈콩테       | 부르고뉴프랑슈콩테    |
| 프랑슈콩테   |                | 부르고뉴프랑슈콩테       | 부르고뉴프랑슈콩테    |
|              | 아키텐         | 아키텐리무쟁푸아투샤랑트 | 누벨아키텐            |
| 리무쟁       |                | 아키텐리무쟁푸아투샤랑트 | 누벨아키텐            |
| 푸아투샤랑트 |                | 아키텐리무쟁푸아투샤랑트 | 누벨아키텐            |
|              | 바스노르망디   | 노르망디                 | 노르망디              |
| 오트노르망디 |                | 노르망디                 | 노르망디              |
|              | 알자스         | 알자스샹파뉴아르덴로렌   | 그랑테스트            |
| 샹파뉴아르덴 |                | 알자스샹파뉴아르덴로렌   | 그랑테스트            |
| 로렌         |                | 알자스샹파뉴아르덴로렌   | 그랑테스트            |
|              | 랑그도크루시용 | 랑그도크루시용미디피레네 | 옥시타니              |
| 미디피레네   |                | 랑그도크루시용미디피레네 | 옥시타니              |
|              | 노르파드칼레   | 노르파드칼레피카르디     | 오드프랑스            |
| 피카르디     |                | 노르파드칼레피카르디     | 오드프랑스            |
|              | 오베르뉴       | 오베르뉴론알프           | 오베르뉴론알프        |
| 론알프       |                | 오베르뉴론알프           | 오베르뉴론알프        |

바뀌지 않는 레지옹:
|  | 브르타뉴               |
|  | 상트르발드루아르       |
|  | 코르시카               |
|  | 일드프랑스             |
|  | 페이드라루아르         |
|  | 프로방스알프코트다쥐르 |

법률안에서 새 레지옹의 임시 이름은 합병되기 이전에 존재했던 레지옹 이름을 붙여서 만들었다. 예를 들어 아키텐, 리무쟁, 푸아투샤랑트 레지옹이 합병되면서 신설된 레지옹의 이름은 아키텐리무쟁푸아투샤랑트로 했다. 하지만 바스노르망디, 오트노르망디 레지옹이 합병되면서 신설된 레지옹의 이름은 간단히 노르망디로 했다.
법률안에서 새 레지옹이 사용할 영구적 이름은 각 레지옹 의회에서 정한 이후에 2016년 10월 1일까지 국무원의 승인을 받으면 된다고 명시되어 있다. 상트르 레지옹 의회는 상트르 레지옹의 이름을 상트르발드루아르로 바꾸도록 했으며 이 변경은 2015년 1월부터 적용되었다.

## 2015년까지의 레지옹 목록
| 1. 알자스 (Alsace) 2. 아키텐 (Aquitaine) 3. 오베르뉴 (Auvergne) 4. 바스노르망디 (Basse-Normandie) 5. 부르고뉴 (Bourgogne) 6. 브르타뉴 (Bretagne) 7. 상트르발드루아르 (Centre-Val de Loire) 8. 샹파뉴아르덴 (Champagne-Ardenne) 9. 코르시카 (영토 집합체, Corse) 10. 프랑슈콩테 (Franche-Comté) 11. 오트노르망디 (Haute-Normandie) | 1. 일드프랑스 (Île-de-France) 2. 랑그도크루시용 (Languedoc-Roussillon) 3. 리무쟁 (Limousin) 4. 로렌 (Lorraine) 5. 미디피레네 (Midi-Pyrénées) 6. 노르파드칼레 (Nord-Pas-de-Calais) 7. 페이드라루아르 (Pays de la Loire) 8. 피카르디 (Picardie) 9. 푸아투샤랑트 (Poitou-Charentes) 10. 프로방스알프코트다쥐르 (Provence-Alpes-Côte d'Azur) 11. 론알프 (Rhône-Alpes) | 프랑스의 레지옹 지도 |

## 같이 보기
- 프랑스의 행정 구역
- ISO 3166-2:FR
- 해외 프랑스